# Guillermo Martínez
Guillermo Martínez López (* 28. června 1981, Camagüey) je kubánský atlet, jehož specializací je hod oštěpem.
Na Panamerických hrách v roce 2007 v brazilském Rio de Janeiru získal zlatou medaili. Jeho osobní rekord z roku 2006 má hodnotu 87,17 m.

## Mistrovství světa
Čtyřikrát se kvalifikoval na mistrovství světa, čtyřikrát postoupil do finále. V Helsinkách 2005 skončil na desátém místě (72,68 m). Na následujícím šampionátu v Ósace obsadil deváté místo, když jeho nejdelší pokus měřil 82,03 m. Tento výkon by na MS 2005 stačil na čtvrté místo . Na mistrovství světa v Berlíně 2009 si zajistil stříbrnou medaili již v první sérii výkonem 83,43 m. V poslední, šesté sérii však poslal oštěp do vzdálenosti 86,41 m . Na zlatou medaili přesto nedosáhl. Tu vybojoval Nor Andreas Thorkildsen za výkon 89,59 m. Na MS v atletice 2011 v jihokorejském Tegu poté vybojoval výkonem 84,30 m bronz.